# Democracy 3
Democracy 3 – gra komputerowa należąca do gatunku symulatorów politycznych, będąca kontynuacją gry Democracy 2. Gra wyprodukowana została przez Positech Games i wydana 14 października 2013 roku. W Polsce, dystrybucją zajął się polski wydawca cdp.pl. Polska premiera gry miała miejsce 22 kwietnia 2016 roku. 

## Rozgrywka
Gra pozwala graczowi na wcielenie się w rolę przywódcy jednego z sześciu współczesnych państw (Stanów Zjednoczonych, Wielkiej Brytanii, Australii, Kanady, Francji lub Niemiec). Ze względu na brak narzuconych celów gracz ma możliwość dowolnego kierowania losami swojego kraju, poprzez wprowadzanie zmian w obowiązującym prawie.
Rozgrywka przebiega w turach, z których każda odpowiada jednemu kwartałowi. W każdej turze gracz otrzymuje pewną ilość tzw. kapitału politycznego, który pozwala na wprowadzania nowych ustaw oraz modyfikację i unieważnianie istniejących. Gracz ma możliwość ustalania podatków oraz przepisów z zakresu polityki zagranicznej, transportu, prawa i porządku, usług publicznych, opieki społecznej i ekonomii. W kolejnych turach pojawiają się dodatkowo losowe wydarzenia, wymagające od gracza zajęcia jednego z dwóch alternatywnych stanowisk. Wszystkie decyzje gracza mają wpływ na szereg symulowanych przez grę zjawisk, takich jak poziom bezrobocia, przestępczość czy PKB. Zaniedbanie części z nich może doprowadzić do pojawienia się sytuacji kryzysowych, np. strajków czy drenażu mózgów.
Istniejące przepisy, zjawiska i sytuacje mają wpływ na poziom zadowolenia różnych grup społecznych, których jest w grze 20. Zadowolenie grup społecznych przekłada się na poparcie poszczególnych wyborców. Każdy z nich jest w mniejszym lub większym stopniu kapitalistą lub socjalistą, konserwatystą lub liberałem oraz przynależy do jednej z trzech grup określających jego zamożność. Dodatkowo wyborcy mogą należeć do innych grup, takich jak rodzice, samozatrudnieni czy mniejszości etniczne. Zapewnienie wysokiego poziomu zadowolenia wyborców jest konieczne, by utrzymać się u władzy. Co kilkanaście tur w grze odbywają się wybory, których przegrana oznacza koniec gry. Szczególnie rozgoryczeni obywatele mogą stać się ekstremistami i podejmować próby zamachów na osobę gracza.

## Dodatki do gry
Wydane zostały cztery dodatki do gry wprowadzające do gry nowe ustawy oraz wydarzenia losowe – Social Engineering (wydany 6 lutego 2014 roku), skupiający się na inżynierii społecznej, Extremism (wydany 13 maja 2014 roku), którego tematem przewodnim jest ekstremizm, Clones and Drones (wydany 27 października 2014 roku) stawiający przed graczem wyzwania niedalekiej przyszłości oraz Electioneering (wydany 8 lipca 2016). 
12 kwietnia 2016 roku wydany został samodzielny dodatek Democracy 3: Africa przenoszący akcję gry do jednego z dziesięciu krajów afrykańskich (Afryka Południowa, Botswana, Egipt, Ghana, Kenia, Mauritius, Nigeria, Senegal, Tunezja, Zambia). Rozszerza on podstawową wersję gry o szereg nowych problemów, przed którymi staje gracz, takie jak korupcja, nierówność płci, czy stan demokracji, oraz dodaje nowe możliwości pozwalające im zaradzić.

## Odbiór gry
Democracy 3 spotkała się z mieszanymi reakcjami recenzentów osiągając 70/100 pkt. w serwisie Metacritic oraz 69,63% według agregatora GameRankings.
Gra nominowana była do nagrody British Academy Video Games Awards 2014 w kategorii „strategia i symulacja”.